# Воннеберг
Воннеберг (нім. Wonneberg) — громада в Німеччині, розташована в землі Баварія. Підпорядковується адміністративному округу Верхня Баварія. Входить до складу району Траунштайн. Складова частина об'єднання громад Вагінг-ам-Зе.
Площа — 18,01 км2. Населення становить 1569 ос. (станом на 31 грудня 2020).

## Галерея

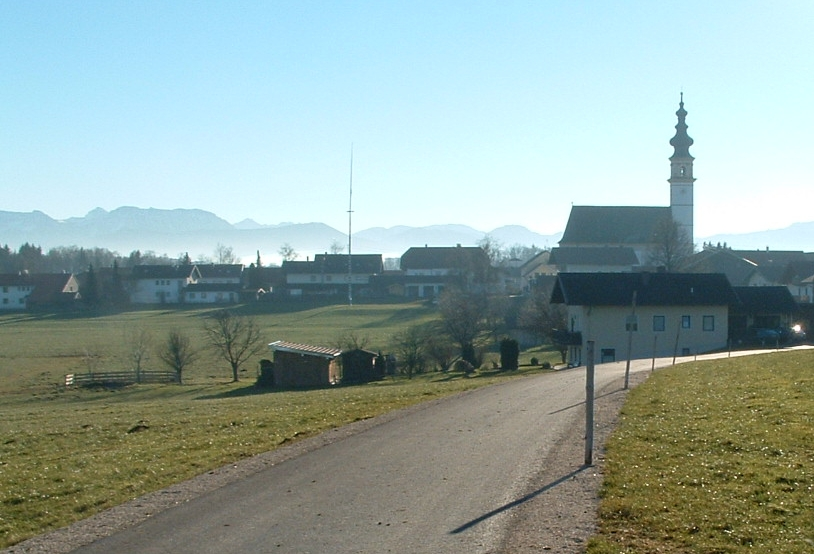